# مجله بین‌المللی اقلیم‌شناسی
مجله بین‌المللی اقلیم‌شناسیی یک مجله علمی پژوهشی کارشناسی شده است که در زمینه آب و هواشناسی چاپ و منتشر می‌شود و در سال ۱۹۸۱ تأسیس شده‌است، مجله ۱۵ بار در سال از سوی وایلی-بلک‌ول از طرف انجمن جامعه‌شناسی سلطنتی منتشر شده‌است. سردبیر اصلی رادان هوت (دانشگاه چارلز در پراگ) است. براساس گزارش نشریه مجله، مجله در سال ۲۰۱۵ دارای عامل تأثیرگذار برابر با ۳٫۶۰۹ است.